# Canari River (Domenica)
Der Canari River (auch: River Canari) ist ein Fluss an der Westküste von Dominica im Parish Saint George.

## Geographie
Der Canari River entspringt mit mehreren Hauptquellbächen am nordwestlichen Hang des Morne Anglais (Paradis). In der  Nähe entspringt auch der südlicher verlaufende River Gillon und Quellbäche des nördlich anschließenden Flusssystems des Roseau River. Die Berghänge fallen an dieser Stelle deutlich sanfter ab, als beim River Gillon. Die Quellbäche durchfließen Giraudel (Maichaf Estate, Bully Estate, Ridgefield Estate, Morne Vrai Estate (Corbet)) und vereinigen sich erst im Tiefland, bei Badineau. Von da fließt der Fluss noch durch Castle Comfort Estate, wo er früher eine alte Mühle (old Mill) angetrieben hatte, und mündet dann im Gebiet von Wallhouse in das Karibische Meer.